# 割引債
割引債（わりびきさい）は、額面より低い価格で発行される、利息がゼロの債券である。利付債にはあるクーポンが、割引債には付随しない事から、ゼロクーポン債とも呼ばれる。

## 概要
割引債は、利付債とは逆のスキームとなる。発行時には額面よりも低い金額で発行され、償還期日に額面価格が償還される。ただし利息は支払われない。額面価格と発行時の価格の差額（償還差益）が利息となる。

## 課税関係
国内で発行される割引債の場合、所得税18%の源泉分離課税。ただし、東日本大震災からの復興のための施策を実施するために必要な財源の確保に関する特別措置法に基づき、2013年1月1日から2037年12月31日までは復興特別所得税0.378%が追加で課税される。購入時に償還差益に対し適用される。マル優、特別マル優とも適用されない。
ただし、以下の二つの割引債の償還差益については、所得税16%の源泉分離課税となっている。こちらも、2013年1月1日から2037年12月31日までは復興特別所得税0.336%が追加で課税される。
- 東京湾横断道路建設事業者が、法令の規定によって発行する社債
- 民間都市開発推進機構が法令の規定によって発行する債券

上記の割引債に該当しない宅地債券や特別住宅債券などの償還差益は、雑所得として総合課税の対象となる。
国外で発行される割引債の場合には、償還時に償還差益に対して、雑所得として総合課税の対象となる。
なお、2016年以後発行分より原則として、申告分離課税（15.315％（他に地方税5％））の対象になった。